# Georg Schaltenbrand
Georg Schaltenbrand (ur. 26 listopada 1897 w Oberhausen, zm. 24 października 1979 w Würzburgu) – niemiecki lekarz neurolog i psychiatra.
Georg Schaltenbrand od 1932 pracował w klinice uniwersyteckiej i w Luftforschungsinstitut w Hamburgu. Od 1934 roku pracował w klinice chorób wewnętrznych i neurologicznych w Würzburgu. Był członkiem Stahlhelms i podpisał zobowiązanie lojalności wobec Adolfa Hitlera i rządu narodowych socjalistów. W tym okresie pracował w szpitalu psychiatrycznym w Werneck, powiat Schweinfurt. Dopuścił się wtedy badań na ludziach, mających określić zakaźny charakter stwardnienia rozsianego. Został za to po wojnie pozbawiony stanowiska w klinice. W 1950 roku został rehablilitowany. W 1950 roku założył Niemieckie Towarzystwo Neuropatologów (Vereinigung Deutscher Neuropathologen) którego był przewodniczącym w latach 1953–1954, w 1967 został honorowym przewodniczącym Niemieckiego Towarzystwa Neurologicznego (Deutsche Gesellschaft für Neurologie). W 1953 roku został prezesem Rady Medycznej Niemieckiego Towarzystwa Stwardnienia Rozsianego (Deutsche Multiple Sklerose Gesellschaft). W 1969 roku przeszedł na emeryturę.

## Wybrane prace
- Psychiatrie in Peking[1]. (1931)
- Erzeugung extrapyramidaler Bewegungsstörungen durch Bulbokapnin beim Affen (1938)
- Die Multiple Skerose des Menschen 1943
- Neurologie, Teil 1 – 3, Verlag Dieterich, Wiesbaden 1948.
- Przedmowa w: Percival Bailey. Die Hirngeschwülste (tłum. Dr. Arnold Weiss), Enke Verlag, Stuttgart 1936 (dodruk 1951), ISBN B0000BG2JX.
- Grenzen der Maschinentheorie des Nervensystems, Studium Generale 8, 1955.
- Zeit in nervenärztlicher Sicht, Enke Verlag, Stuttgart 1963, ISBN B0000BPVW4.
- Spezielle neurologische Untersuchungsmethoden, Thieme Verlag, Stuttgart 1968.
- Stereotaxy of the Human Brain (z Earlem A. Walkerem), Thieme Verlag, Stuttgart 1998, ISBN 3-13-583202-3.
- Atlas for Stereotaxy of the Human Brain (z Waldemarem Wahrenem), Thieme Verlag, Stuttgart 1992.